# Lino Ventura
Lino Ventura (* 14. Juli 1919 als Angiolino Giuseppe Pasquale Ventura in Parma, Italien; † 22. Oktober 1987 in Saint-Cloud, Frankreich) war ein italienisch-französischer Filmschauspieler. Er zählte über Jahrzehnte zu den beliebtesten französischen Charakterdarstellern.

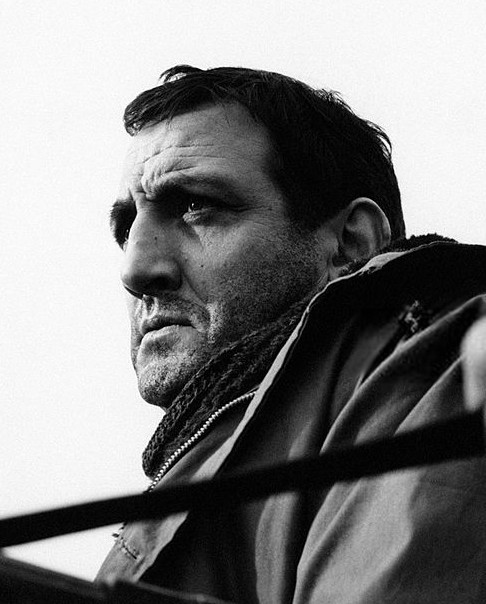
Lino Ventura (1961)

## Leben und Werk

### Frühe Jahre
Der Sohn von Giovanni Ventura und Luisa Borrini kam 1927 im Alter von acht Jahren mit seiner Mutter nach Frankreich; sie wohnten zuerst im italienischen Viertel von Montreuil, dann im 9. Arrondissement von Paris. Seinen Vater, der die 20-jährige schwangere Mutter verlassen hatte, lernte Lino niemals kennen. Um die Mutter zu unterstützen, verließ Lino schon mit neun Jahren die Schule, arbeitete unter anderem als Zeitungsverkäufer, Portier, Buchhalter und Vertreter für Babykleidung und war acht Jahre lang Ringer (unter dem Namen Lino Borrini). Im Zweiten Weltkrieg wurde er zur italienischen Armee eingezogen, desertierte 1943 und versteckte sich bis zum Ende der deutschen Besatzung in einer Scheune in Baracé.
In der Nachkriegszeit trat er als Catcher auf. Nachdem er diesen Sport – in dem er sehr erfolgreich war – wegen einer Beinverletzung hatte aufgeben müssen, arbeitete er recht einträglich als Wettkampf-Organisator. Mit seinen ehemaligen Catcher-Kollegen blieb Ventura zeitlebens gut befreundet.
Durch die Vermittlung eines alten Bekannten, der im Filmgeschäft tätig war, erhielt er neben Jean Gabin und Jeanne Moreau eine Rolle in dem Gangsterfilm Wenn es Nacht wird in Paris (1953). Die Produktionsgesellschaft hatte als Gegenspieler von Gabin einen kräftig gebauten Mann gesucht, der glaubhaft als Unterweltler in Erscheinung treten konnte.
Lino Ventura war zwar seit seiner Jugend begeisterter Kinogänger, hatte aber selbst keinerlei Schauspielerfahrung und zunächst auch keine Ambitionen, in diesem Beruf zu arbeiten. Nach erfolgreichen Probeaufnahmen, bei denen er durch sein instinktives Schauspielen positiv aufgefallen war, erhielt er die Rolle des Gangsters Angelo Fraiser. Wenn es Nacht wird in Paris wurde ein Kassenschlager und machte Publikum und Filmwelt auf den bis dahin völlig unbekannten Ventura aufmerksam.
Da er bei den Zuschauern gut ankam und im Studio durch seine professionelle Arbeitsweise auffiel, wurde er immer häufiger gebucht. Mitte der 1950er Jahre gab Ventura seine anderen Tätigkeiten auf und wurde hauptberuflich Filmschauspieler.

### Aufstieg zum Charakterdarsteller
Aufgrund seiner eindrucksvollen Statur und markanten Physiognomie wurde Ventura zunächst weiterhin als Leibwächter oder Unterweltfigur besetzt. Mit dem Action-Krimi Der Gorilla lässt schön grüßen (1958), in dem er als schlagkräftiger Geheimagent „Gorilla“ auftrat, konnte er sich endgültig als Filmstar etablieren. Einen gutdotierten Vertrag über mehrere Gorilla-Filme lehnte er jedoch ab, da er nicht auf einen solchen Typ festgelegt bleiben wollte.
Vielmehr verkörperte Ventura dann jahrzehntelang den Charakter des wortkargen Kommissars im Trenchcoat. Eine der ersten Rollen dieser Art übernahm er 1958 in dem Nouvelle-Vague-Klassiker Fahrstuhl zum Schafott. 1960 spielte er neben dem jungen Jean-Paul Belmondo in Der Panther wird gehetzt den Gangster Abel Davos, der vergeblich versucht, seine kriminelle Vergangenheit hinter sich zu lassen. Ab den frühen 1960er Jahren avancierte er mit erweitertem Rollenspektrum in den Fußstapfen von Gabin so zu einem der populärsten Charakterdarsteller Europas.
Er spielte Hauptrollen unter führenden internationalen Regisseuren wie Claude Sautet, Vittorio De Sica, Carlos Saura oder Jean-Pierre Melville und stand mit den großen Stars des französischen Kinos (wie Jean Gabin, Alain Delon, Jean-Paul Belmondo oder Simone Signoret) vor der Kamera. Ventura war in zahlreichen Filmklassikern, neben Fahrstuhl zum Schafott,  in Die Abenteurer (1967) oder Armee im Schatten (1969), in dem er in die Rolle eines Résistancekämpfers schlüpfte, zu sehen.
In Der Clan der Sizilianer (1969) vervollständigte er die Starbesetzung um Delon und Gabin. In der grotesken Komödie Die Filzlaus (1973) parodierte er sein eigenes Image und spielte einen wortkargen Profikiller, dem ein Schwätzer und Selbstmordkandidat (Jacques Brel) den letzten Nerv raubt. 1976 übernahm er die Hauptrolle in Francesco Rosis Politdrama Die Macht und ihr Preis. In dem Psychothriller Der Schrecken der Medusa (1978) überzeugte er neben Richard Burton. 1981 lieferte er sich in dem bei Publikum und Kritik gleichermaßen erfolgreichen kriminalistischen Kammerspiel Das Verhör ein schauspielerisches Duell mit Michel Serrault. 1982 verkörperte er den Galeerensträfling Jean Valjean in Die Legion der Verdammten (Les Misérables). In bester Erinnerung bleibt auch seine Rolle als Kommissar Verjeat in Adieu, Bulle.

### Schauspielerisches Profil
Ventura gestaltete seine Rollen mit eher sparsamen Mitteln. Seine Filmcharaktere traten häufig wortkarg und mürrisch auf, handelten aber intelligent und entschlossen. Venturas Figuren umgab eine Aura der Melancholie, hinter deren ruppiger Schale der Zuschauer aber Menschlichkeit und Sensibilität erahnen konnte. Er reicherte seine Rollen durch einen subtilen Humor an, indem er beispielsweise die Rolle des notorischen Griesgrams konsequent auf die Spitze trieb. Der Darsteller mit dem markanten Charakterkopf vertrat in altmodischer Weise eine unbeirrbare Moral und drückte sich dabei weniger durch Worte als durch Taten und Gesten aus. Bei internationalen Kollegen wie Richard Burton oder Jack Nicholson genoss Ventura großen Respekt.

### Privatleben

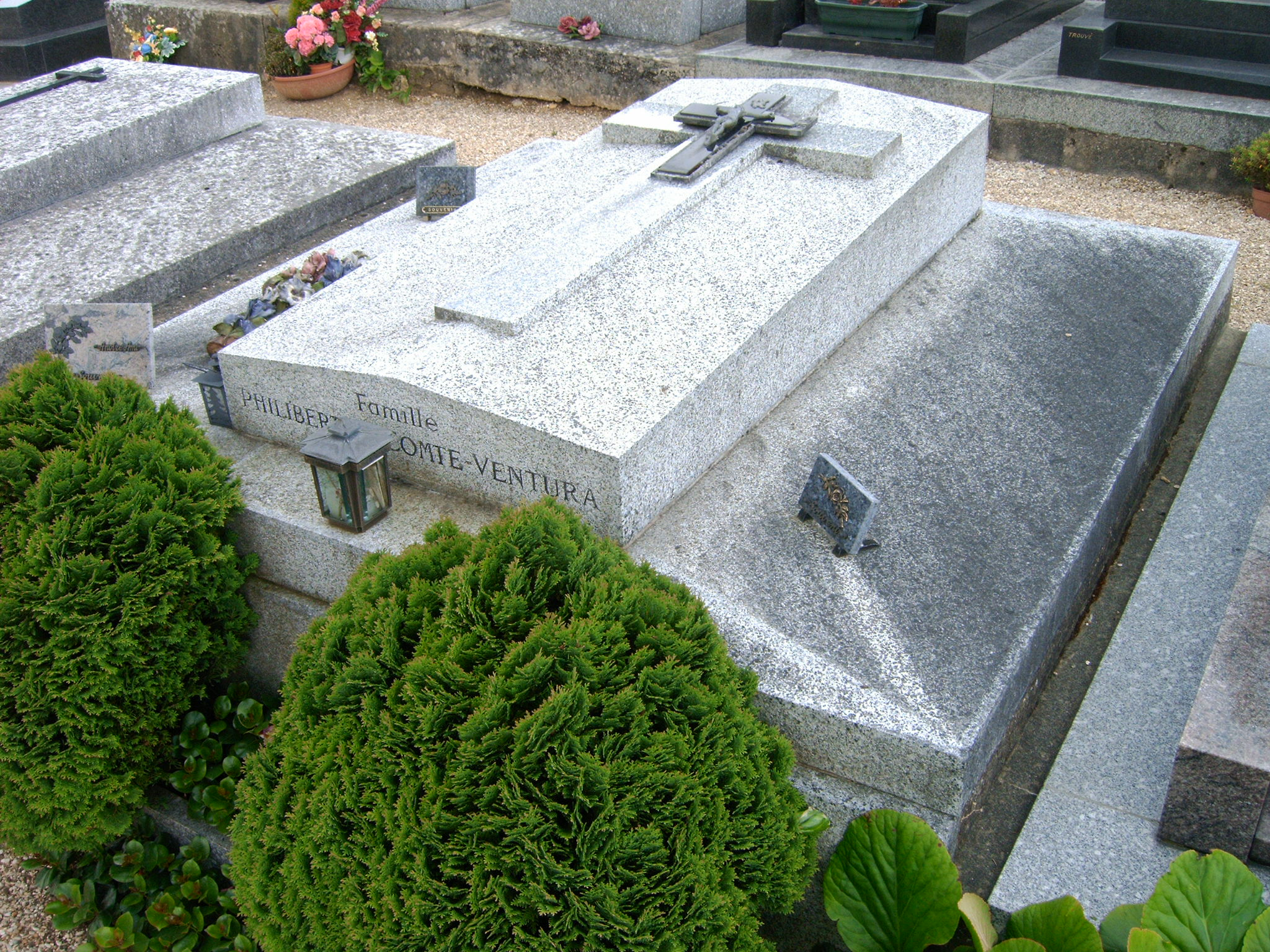
Venturas Grab auf dem Friedhof von Val-Saint-Germain

Lino Ventura führte mit seiner Frau Odette Lecomte († 2013) über viereinhalb Jahrzehnte lang eine Ehe ohne Schlagzeilen und bestand in Bezug auf sein Privatleben auf äußerster Diskretion. Das Paar lernte sich 1935 kennen, heiratete am 8. Januar 1942 und bekam gemeinsam vier Kinder. Der politisch konservative Ventura wurde von vielen als Einzelgänger geschildert, der auch am Filmset kaum Freundschaften oder nähere Kontakte pflegte. Ausnahmen waren die Schauspielkollegen Jacques Brel und Hardy Krüger, mit denen er eng befreundet war.
Ventura war nicht nur aufgrund seiner Darstellungen sehr populär. Mitte der 1960er Jahre gründete er zusammen mit seiner Frau wegen der schweren Behinderung ihrer zweitjüngsten Tochter Linda die Stiftung Perce-Neige (Schneeglöckchen). Deren Stiftungszweck ist das Sammeln von Spenden für die Einrichtung von Behindertenheimen. Der Schauspieler setzte seine Popularität gezielt dafür ein, um bei seinen Landsleuten für die Stiftung zu werben, was seinen Status als französische Institution untermauerte.
Lino Ventura starb 1987 im Alter von 68 Jahren an den Folgen eines Herzinfarkts. Tausende folgten seinem Sarg durch die Straßen von Paris.

## Filmografie
- 1954: Wenn es Nacht wird in Paris (Touchez pas au grisbi)
- 1955: Razzia in Paris (Razzia sur la chnouf)
- 1956: Das Gesetz der Straße (La Loi des rues)
- 1956: Dem Satan ins Gesicht gespuckt (Le Feu aux poudres)
- 1956: Schuld und Sühne (Crime et châtiment)
- 1957: Spione (Action immédiate)
- 1957: Morphium, Mord und kesse Motten (Ces dames préfèrent le mambo)
- 1957: Die Nacht bricht an (Le Rouge est mis)
- 1957: Du hast noch drei Tage (Trois jours à vivre)
- 1957: Auf schiefer Bahn (L’Étrange Monsieur Steve)
- 1958: Fahrstuhl zum Schafott (Ascenseur pour l’échafaud)
- 1958: Kommissar Maigret stellt eine Falle (Maigret tend un piège)
- 1958: Guten Tag, ich bin Ihr Mörder (Sursis pour un vivant)
- 1958: Montparnasse 19 (Les Amants de Montparnasse)
- 1958: Marie-Octobre
- 1958: Der Gorilla lässt schön grüßen (Le Gorille vous salue bien)
- 1959: Das Raubtier rechnet ab (Le Fauve est lâché)
- 1959: Tatort Paris (125, rue Montmartre)
- 1959: Ihr Verbrechen war Liebe (Douze heures d’horloge)
- 1959: Der Mörder kam um Mitternacht (Un témoin dans la ville)
- 1959: Die Schüler (Le Chemin des écoliers)
- 1960: Der Panther wird gehetzt (Classe tous risques)
- 1960: Herrin der Welt
- 1960: Taxi nach Tobruk (Un taxi pour Tobrouk)
- 1961: Das Jüngste Gericht findet nicht statt (Il giudizio universale)
- 1961: Vor Salonlöwen wird gewarnt (Les Lions sont lâchés)
- 1961: Mädchen im Schaufenster (La ragazza in vetrina)
- 1962: Madeleine und der Seemann (Le Bateau d’Émile)
- 1962: Wir bitten zu Bett (Les Petits matins)
- 1962: Der Teufel und die Zehn Gebote (Le Diable et les Dix Commandements)
- 1962: Carmen von Trastevere (Carmen di Trastevere)
- 1963: Die Dreigroschenoper
- 1963: Mein Onkel, der Gangster (Les Tontons flingueurs)
- 1964: Cordoba (Llanto por un bandido)
- 1964: 100.000 Dollar in der Sonne (Cent mille dollars au soleil)
- 1964: Mordrezepte der Barbouzes (Les Barbouzes)
- 1965: Nimm’s leicht, nimm Dynamit (Ne nous fâchons pas)
- 1965: Schieß, solange du kannst (L’Arme à gauche)
- 1965: Die großen Schnauzen (Les grandes gueules)
- 1965: Ganoven rechnen ab (La Métamorphose des cloportes)
- 1966: Der zweite Atem (Le deuxième souffle)
- 1966: Die Haut des Anderen (Avec la peau des autres)
- 1967: Die Abenteurer (Les Aventuriers)
- 1968: Im Dreck verreckt (Le Rapace)
- 1969: Der Clan der Sizilianer (Le Clan des Siciliens)
- 1969: Armee im Schatten (L’Armée des ombres)
- 1970: Der Kommissar und sein Lockvogel (Dernier domicile connu)
- 1971: Die Rum-Straße (Boulevard du Rhum)
- 1971: Die Filzlaus kehrt zurück (Fantasia chez les ploucs)
- 1972: Die Entführer lassen grüßen (L’Aventure, c’est l’aventure)
- 1972: Die Valachi Papiere (Carteggio Valachi)
- 1973: Ich – die Nummer eins (Le Silencieux)
- 1973: Die Filzlaus (L’Emmerdeur)
- 1973: Ein glückliches Jahr (La bonne année)
- 1974: Zwei Fäuste des Himmels (Uomini duri)
- 1974: Die Ohrfeige (La Gifle)
- 1975: Der Ehekäfig (La Cage)
- 1975: Adieu, Bulle (Adieu poulet)
- 1976: Die Macht und ihr Preis (Cadaveri eccellenti)
- 1978: Ein Mann in Wut (L’Homme en colère)
- 1978: Der Schrecken der Medusa (The Medusa Touch)
- 1978: Mord in Barcelona (Un papillon sur l’épaule)
- 1980: Sunday Lovers
- 1981: Das Verhör (Garde à vue)
- 1982: Der Maulwurf (Espion, lève-toi)
- 1982: Die Legion der Verdammten (Les Misérables)
- 1983: Der Rammbock (Le Ruffian)
- 1984: Die 100 Tage von Palermo (Cento giorni a Palermo)
- 1984: Tödliche Angst (La septième cible)
- 1986: La rumba (Cameo)
- 1986: Gesetz des Terrors (Sword of Gideon)

## Sonstiges
In dem Asterix-Band Streit um Asterix (OT: La Zizanie) von 1970 trägt der Zenturio Caius Aerobus unverkennbar die Züge von Lino Ventura.

## Dokumentation
- Lino Ventura – Ganove mit Herz. Regie: Philippe Kohly. ARTE F, Frankreich, 53 Minuten, 2016